# Tatjana Alexandrowna Ginezinskaja
Tatjana Alexandrowna Ginezinskaja (russisch Татьяна Александровна Гинецинская; * 24. Dezember 1917jul. / 6. Januar 1918greg. in Wologda; † 28. September 2009 in St. Petersburg) war eine sowjetische bzw. russische Parasitologin und Hochschullehrerin.

## Leben
Ginezinskajas Vater war der Medizinstudent und spätere Physiologe Alexander Ginezinski (1895–1962). Sie studierte an der Universität Leningrad (LGU) an der Biologie-Fakultät an dem von Walentin Dogel geleiteten Lehrstuhl für Zoologie der Wirbellosen.
Während des Deutsch-Sowjetischen Kriegs war Ginezinskaja von 1942 bis 1944 wissenschaftliche Mitarbeiterin und Aspirantin des Leningrader Pawlow-Instituts für Physiologie der Akademie der Wissenschaften der UdSSR (AN-SSSR, seit 1991 Russische Akademie der Wissenschaften (RAN)). 1944 wurde sie nach erfolgreicher Verteidigung ihrer Dissertation über ökologische und parasitologische Untersuchungen von Entenvögeln des Wolgadeltas zur Kandidatin der biologischen Wissenschaften promoviert.
Ginezinskaja lehrte viele Jahre als Dozentin am Lehrstuhl für Zoologie der Wirbellosen der LGU. Ihr Forschungsschwerpunkt waren die Morphologie und Lebenszyklen der Digenea. Sie beteiligte sich an Expeditionen in die Kandalakscha-Bucht des Weißen Meers und in das Wolgadelta. Sie verteidigte 1967 ihre Doktor-Dissertation über den Lebenszyklus, die Ökologie und die Evolution der Saugwürmer mit Erfolg für die Promotion zur Doktorin der biologischen Wissenschaften. Es folgte die Ernennung zur Professorin. Sie war Mitglied der Kommunistischen Partei der Sowjetunion. Mit Andrei Dobrowolski verfasste sie ein zweibändiges Lehrbuch der Parasitologie (1968).
Ginezinskaja war mit dem Leiter des Zoologischen Museums des Zoologie-Instituts der AN-SSSR und Nesseltier-Spezialisten Donat Naumow (1921–1984) verheiratet. Ihr Sohn Andrei Donatowitsch Naumow (* 1946) wurde Hydrobiologe und Ökologe. Sie starb in St. Petersburg am 28. September 2009 nach langer Krankheit im Alter von 91 Jahren.

## Ehrungen, Preise
- Kowalewski-Preis der AN-SSSR (1983)